# Charis calligramma
Charis calligramma är en fjärilsart som beskrevs av Rebillard 1958. Charis calligramma ingår i släktet Charis och familjen Riodinidae. Inga underarter finns listade i Catalogue of Life.